# Fiordo Petermann
El fiordo Petermann es un fiordo en el noroeste de Groenlandia. Administrativamente marca el límite entre el municipio de Avannaata y el Parque Nacional del Noreste de Groenlandia.
El fiordo y su glaciar deben su nombre al cartógrafo alemán August Heinrich Petermann.

## Geografía
El fiordo Petermann se extiende aproximadamente de sureste a noroeste durante unos 110 kilómetros. Su desembocadura se abre en el área del canal Kennedy y la cuenca Hall, entre el cabo Lucie Marie, situado al este del cabo Morton, y el cabo Tyson en el norte, cerca de la isla Offley. Es un fiordo largo y ancho bordeado de acantilados escarpados coronados por mesetas glaciares. El glaciar Petermann, el más largo de Groenlandia, desemboca en el fiordo desde la capa de hielo de Groenlandia, situada 80 km tierra adentro.
Este fiordo está situado al noreste de Daugaard-Jensen Land, entre la península de Petermann y Hall Land.
|  |  |